# Anne-Sophie Mutter
Anne-Sophie Mutter (sinh ngày 29 tháng 6 năm 1963) là một trong những nữ nghệ sĩ vĩ cầm người Đức. Được dẫn dắt bởi nhạc trưởng nổi tiếng Herbert von Karajan vào thời gian đầu trong sự nghiệp, bà đã đạt được nhiều tiếng tăm đến nỗi những nhà soạn nhạc hiện thời như Henri Dutilleux, Krzysztof Penderecki, Witold Lutosławski, Wolfgang Rihm, và Sofia Gubaidulina đã viết những bản nhạc đặc biệt dành riêng cho bà.

## Tiểu sử
Anne-Sophie Mutter lớn lên ở Wehr, bang Baden-Württemberg. Cha là chủ nhiệm tờ báo địa phương Alb Bote Karl-Wilhelm Mutter. Từ lúc 5 tuổi bà đã được học piano, và bắt đầu học violin không lâu sau đó. Chỉ nửa năm sau Mutter đã giành được giải thưởng trong một cuộc thi âm nhạc, từ đó bà đã có ý định trở thành nghệ sĩ. Bà được phép không phải đến trường, ngoài những giờ học đàn piano và violin, bà được dạy học tư. Mutter đã đoạt nhiều lần giải nhạc Jugend musiziert. Bà nổi tiếng khi mới 13 tuổi đã được trình diễn lần đầu tiên bảng die 13-Jährige aufmerksam, als sie 1977 bei den Salzburger Pfingstkonzerten mit Violinkonzert Nr. 3 G-Dur KV 216 (1775) của Wolfgang Amadeus Mozart vào năm 1977 tại một buổi chơi nhạc tại Salzburg vào lễ Phục sinh dưới sự chỉ huy của Herbert von Karajan. Sau đó với những buổi trình diễn cùng ban nhạc Berliner Philharmoniker với Karajan trong thập niên 1980 đã làm bà nổi tiếng khắp thế giới.
Anne-Sophie Mutter kết hôn với luật sư Detlef Wunderlich vào năm 1989 cho đến khi ông mất vào năm 1995. Từ năm 2002 cho tới năm 2006 bà kết hôn lần nữa với nhạc sĩ piano, nhà soạn nhạc và nhạc trưởng André Previn. bà sống ở München và có hai người con.
Anne-Sophie Mutter có 2 cây đàn Stradivarius, Emiliani và Lord Dunn-Raven. Hiện thời thì bà ưa thích cây đàn thứ hai, còn cây Emiliani thì thường được nghe qua các bản thâu với Karajan.
Bbà mua được cây đàn Emiliani là nhờ sự trung gian của cựu bộ trưởng kinh tế tiểu bang Baden-Württemberg Rudolf Eberle, qua nhà băng L-Bank vào năm 1984. Nhà băng này hiện có 22 cây đàn xưa cũ, dành cho những nhạc sĩ tài giỏi.

## Đĩa thu (chọn lọc)
- Mozart: Violinkonzerte Nr. 3 & 5 (Konzert für Violine und Orchester Nr. 3 G-Dur KV 216; Konzert für Violine und Orchester Nr. 5 A-Dur KV 219), Berliner Philharmoniker / Herbert von Karajan, 1978
- Beethoven: Violinkonzert (Konzert für Violine und Orchester op. 61; Kadenzen: Fritz Kreisler), Berliner Philharmoniker / Herbert von Karajan, 1980
- Mendelssohn/Bruch: Violinkonzerte (Felix Mendelssohn Bartholdy: Konzert für Violine und Orchester e-moll op. 64; Max Bruch: Konzert für Violine und Orchester Nr. 1 g-moll op. 26), Berliner Philharmoniker / Herbert von Karajan, 1981
- Brahms: Violinkonzert / Beethoven: Tripelkonzert (Berliner Philharmoniker, Yo-Yo Ma), 2003
- Brahms: Alle drei Sonaten für Violine und Klavier (mit Lambert Orkis), 2010
- Tango Song and Dance, 2003
- Das „Mozart-Projekt" (Violinsonaten, Klaviertrios, Violinkonzerte 1-5, Sinfonia Concertante), u. a. mit dem London Philharmonic Orchestra, Lambert Orkis, Daniel Müller-Schott, André Previn, 2006

(tất cả bởi hãng Deutsche Grammophon)
- Vivaldi: Die vier Jahreszeiten (Wiener Philharmoniker / Karajan), 1984 bei EMI
- Felix Mendelssohn Bartholdy: Violinkonzert e-Moll op. 64 (Gewandhausorchester Leipzig / Kurt Masur), 15 tháng 2 năm 2009 được chiếu bởi đài arte